# Вдали от Дании
«Вдали от Дании, или Костюмированный бал на борту корабля» (дат. Fjernt fra Danmark) — двухактный «балет-водевиль» Августа Бурнонвиля на музыку Иосифа Глезера; первый балет 25-летнего композитора. Премьера состоялась в 1860 году в Копенгагене, на сцене Королевского театра в исполнении артистов Королевского балета. В главной партии выступила Жюльетта Прайс.

## Идея
По свидетельству самого Бурнонвиля, идея балета пришла к нему во время чтения рассказа капитана Билле о кругосветном плавании корвета «Галатея» в 1845—1847 годах. Историк балета А. Фридеричиа отмечает, что сюжет также напоминает историю любви красавицы-испанки Мануэлиты к весьма непривлекательному диктатору Роза, развернувшуюся в 1840 году на борту фрегата «Беллона», стоявшего на рейде в порту Буэнос-Айреса. По словам Бурнонвиля, исходным пунктом для окончательного оформления всего спектакля, стало желание поставить танцы негров. Для этого он выбрал музыку американского композитора Луи Моро Готшалка.
Две характерные сценические картины — экзотический берег Южной Америки и украшенный к празднику борт фрегата — были построены на контрасте. Негры были изображены в форме гротеска, наивными и рабски преданными хозяину. Балет предназначался для того, чтобы одновременно развлечь и растрогать публику. Он был наполнен шутливыми, гротесковыми и красочными танцами. В то же время спектакль был пронизан патриотическим пафосом: наивные негры любовались датскими сюжетами в рисунках Вильгельма и радовались тому, что слышали датскую музыку на рояле, а в одной из сцен юнга пылко целовал родной Даннеборг.
Развёрнутый характерный дивертисмент II акта включал в себя танцы эскимосов, индийцев и индийских баядерок, китайцев и «настоящее» испанское фанданго, исполняемое Розитой и гостями на судне. За гротеск отвечала сцена морской игры с Нептуном и стюардом, переодетым креветкой.

## Синопсис
Датские курсанты офицерской школы и офицер Вильгельм наносят визит губернатору. Всё население, а особенно наивные негры, радуются их визиту. Лейтенант влюбляется в дочь губернатора Розиту. Приносят почту с родины. Лишь один курсант получает письмо. Остальные разочарованы. Местные власти во главе с губернатором и Розитой приглашаются на фрегат.
На борту корабля праздник в честь прибывших гостей. В центре развлечения — большой дивертисмент характерных танцев. Вильгельм, спасая своё обручальное кольцо, вынужден прыгать за борт.

## Исполнители
На премьере партию Розиты исполнила любимая балерина балетмейстера Жюльетта Прайс. Впоследствии, с 1862 года, роль дона Альвара исполнял её младший брат Вальдемар Прайс. Молодые артистки Петрине Фредструп и Лаура Штильман в качестве травести исполняли роль курсантов, а затем танцевали китайский танец в дивертисменте.

## Реакция публики
Балет пользовался популярностью у зрителей. Как отмечал А. Фридеричиа, «Откровенный налёт национализма как нельзя лучше соответствовал настроению буржуазии между двумя шлезвигскими войнами».
Сохранилось свидетельство Шарлотты Вие-Берени, видевшей спектакль в детстве:

Однажды вечером мама повела меня на «комедию» — так шутливо это называлось в те времена. Мне едва ли было больше шести лет… Это было в старом Королевском театре. У меня вряд ли сохранилось ясное воспоминание о том, что я видела… Был корабль, странно одетые дамы и мужчины, все они танцевали… Чудесная музыка… И прекрасная испанка с чёрными блестящими глазами, мама сказала, что это госпожа Штильман. Это, несомненно, был балет «Далеко от Дании». Я не могла заснуть в ту ночь, такое огромное впечатление произвёл спектакль на мою восприимчивую детскую душу. На следующий день я попробовала сама стать госпожой Штильман. Я нарядилась, как могла, без угрызений совести взяла новую, только что сделанную мамой праздничную шляпу, украшенную лентами и цветами, и танцевала, танцевала, будто меня укусил тарантул. «Лотте должна идти в балет, заметил мой дядя, музыкант в королевской капелле, — она такая прелестная, такая грациозная!» — «Это идея», ответила мать.